# Abdiqasim Salad Hassan
Abdiqasim Salad Hassan (somaliska: Cabdiqaasim Salaad Xasan), född 1941, var president för den internationellt erkända regeringen i Somalia från 27 augusti 2000 till 14 oktober 2004.
Han valdes till president i samband med bildandet av den provisoriska administrationen (TNA och TNG) i Djibouti. Han är utbildad i Mogadishu och Egypten som överläkare. Han är från Mogadishus Hawiyeklan. Han innehade flera ministerposter innan han blev president och var finans - och inrikesminister under regimen Siyaad Barre.
Han ersattes som president år 2004 av Abdullahi Yusuf Ahmed.